# Revista Nordestina de Biologia
A Revista Nordestina de Biologia (REVNEBIO) é um periódico científico editado pelo Centro de Ciências Exatas e da Natureza da Universidade Federal da Paraíba que publica artigos científicos nas áreas da Botânica, Paleobotânica, Zoologia, Paleozoologia, Ecologia, Oceanografia, Etnobiologia, e Teoria da Evolução. Publicada desde seu lançamento em 1978, esta revista está indexada em várias bases como Latindex e DOAJ.
Na avaliação do Qualis realizada pela Coordenação de Aperfeiçoamento de Pessoal de Nível Superior (CAPES), este periódico foi classificado no extrato B3 para a área de Geografia e B4 na área interdisciplinar.